# Улица Дзержинского (Могилёв)
Улица Дзержинского (бел. Вуліца Дзяржы́нскага) в Ленинском районе города Могилёва, в историческом центре города.

## История
Планировка современной улицы не совпадает с исторической, на участке от улицы Крыленка до улицы Яцына она проходит параллельно бывшему 2-му Краснопольскому переулку. Современный облик улицы начал формироваться в 1950-х годах. Назван в 1952 году в честь Ф. Э. Дзержинского.

## Расположение
Ориентирован с севера на юг. Находится между краем левого берега реки Дубровенки и параллельной ей улицей Первомайской. Начинается с улицы Крыленка, пересекает улицу Яцина, а с востока примыкает к Комиссариатскому переулку и переулку Тани Карпинской, после пересечения с которым переходит в Красный переулок. Длина 530 м.

## Дома
Преимущественное строительство 5-, 6-, 7-этажных жилых домов.
- № 1 (ул. Крыленки, 8) — Могилевская областная библиотека им. В. И. Ленина.
- № 6 — бывший детский сад № 8.
- № 7 — Областной центр повышения квалификации руководителей и специалистов управления жилищно-коммунального хозяйства Могилевского облисполкома (архитектор М. Янчик). Построено здание Кустского информационно-вычислительного центра Министерства энергетики и газа БССР.
- № 7А — банк БелВЭБ.